# Dipleuchlanis elegans
Dipleuchlanis elegans is een raderdiertjessoort uit de familie Euchlanidae. De wetenschappelijke naam van deze soort is voor het eerst geldig gepubliceerd in 1893 door Wierzejski.